# Coelichneumon ocellus
Coelichneumon ocellus là một loài tò vò trong họ Ichneumonidae.